# Овсянников, Степан Тарасович
Степа́н Тара́сович Овся́нников (1805, Ковернино, Костромская губерния — 16 (28) декабря 1889, Москва) — петербургский купец первой гильдии, хлеботорговец, домовладелец и благотворитель, коммерции советник. Состояние Овсянникова оценивалось в 12 000 000  рублей. В 1875 году был обвинён в умышленном поджоге арендовавшейся им мельницы и приговорён к каторжным работам.

## Биография
Степан Тарасович Овсянников родился около 1805 года в селе Ковернино Костромской губернии. Происходил из старообрядческой крестьянской семьи, был потомственным почётным гражданином. В 1835 году записался в санкт-петербургское купечество. Разбогател на казённых поставках муки, став со временем одним из основных поставщиков Военного министерства. Помимо государственных поставок, торговал оптом хлебом при Петербургском порту, был главой Калашниковской хлебной биржи. В 1860-х — начале 1870-х годов владел большим количеством недвижимости в Петербурге, в том числе: особняком и тремя доходными домами с баней на Мало-Охтинском проспекте (современный проспект Бакунина; все построены по проектам архитектора Николая Павловича Гребёнки), домом на Итальянской улице, 65 лавками на набережной Невы, а также несколькими объектами недвижимости в Москве. Состояние Овсянникова в этот период оценивалось в 12 000 000  рублей. Активно занимался благотворительностью: в 1856 году основал в Петербурге инвалидный дом и был его бессменным директором; в 1864—1866 годах на собственные средства обустроил у пересечения Мытнинской улицы и Мало-Охтинского проспекта общественный сквер, до сих пор именуемый «Овсянниковским садом»; был одним из основных жертвователей на церковь святых Бориса и Глеба на Калашниковской набережной, построенную купцами в честь спасения императора Александра II при покушении на него террориста Дмитрия Каракозова.
В начале 1870-х годов в управление Овсянникову попала самая современная на тот момент в России паровая мукомольная мельница на Гутуевском острове, построенная в 1867—1869 годах по заказу конкурента Овсянникова купца Фейгина архитектором Рудольфом Бограновичем Бернгардом. После разорения Фейгина мельница стоимостью 900 000  рублей с персоналом около 100 рабочих оказалась в распоряжении Овсянникова, но тут у того начались проблемы. Они заключались в том, что военный министр Дмитрий Алексеевич Милютин после того, как Овсянников был неоднократно пойман на всевозможных махинациях с поставками для военного ведомства, распорядился не допускать более того до торгов. Овсянников задействовал имевшиеся у него связи в высших правящих кругах Российской империи, и после вмешательства покровителей, всё же был допущен к торгам. Однако, министерством было выставлено несколько условий, среди которых основные состояли в том, что Овсянников обязан использовать для изготовления муки паровую мельницу, не употреблять эту мельницу для производства муки для иных поставок, а также взять в качестве партнёра своего предприятия стороннее лицо. Таким лицом стал банкир Василий Александрович Кокорев, которому разорившийся Фейгин остался должен около 500 000 рублей. После ряда судебных разбирательств владельцем мельницы был признан Кокорев, а Овсянников числился арендатором. Однако вскоре Овсянников понял, что в новых обстоятельствах контракт оказывается для него невыгодным. При этом, он не мог разорвать договора, будучи связанным с одной стороны контрактом с военным министерством, а с другой — с Кокоревым.

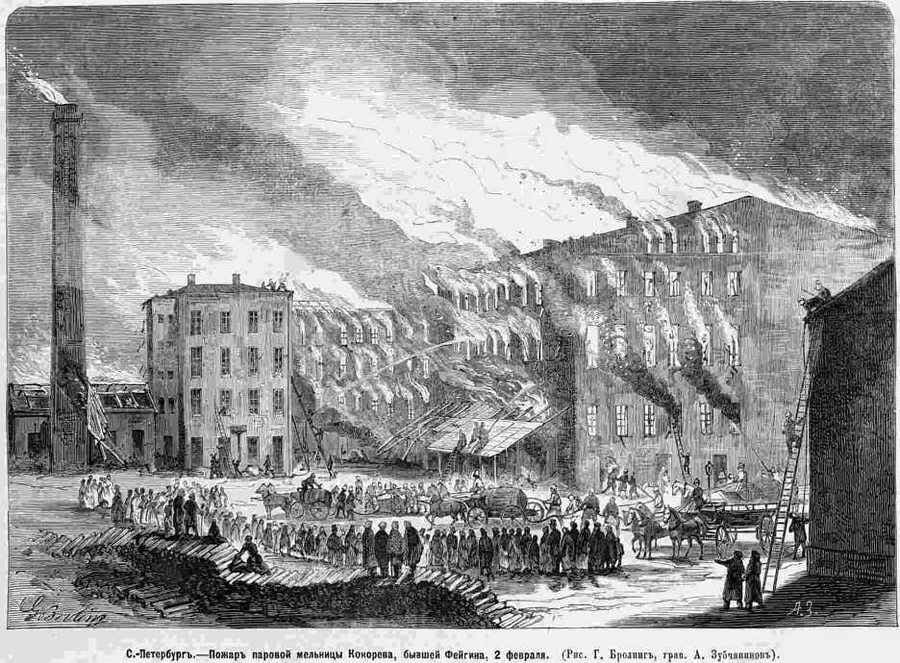
Пожар на паровой мельнице Кокорева, гравюра 1875 года

2 февраля 1875 года на мельнице произошёл крупный пожар и она полностью сгорела. Анатолий Фёдорович Кони, бывший тогда прокурором Петербургского суда, сразу предположил поджог в интересах арендатора Овсянникова, застраховавшего мельницу на 700 000 рублей. Несмотря на противодействие последнего и его покровителей как из высших эшелонов власти, так и среди полицейских чиновников, следствие было доведено до конца. Ещё во время следствия, 12 марта Овсянников был арестован и провёл в заключении несколько месяцев. В ходе следствия не только была доказана вина Овсянникова, но и были обнаружены списки коррупционеров среди сотрудников военного министерства и петербургской полиции, регулярно получавшие от купца крупные суммы денег.

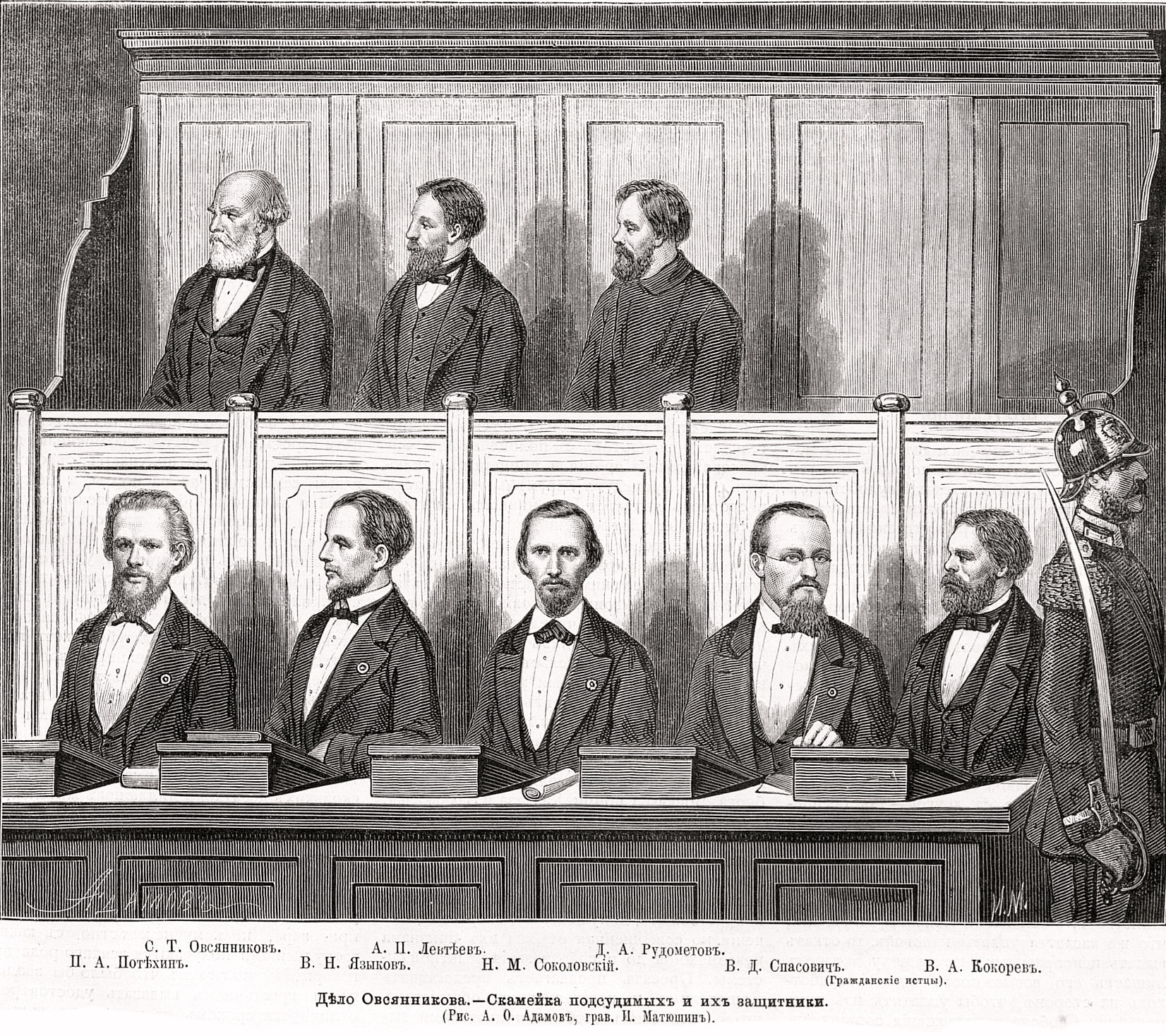
Дело Овсянникова. Скамья подсудимых и их защитники. Рис. А. О. Адамова.

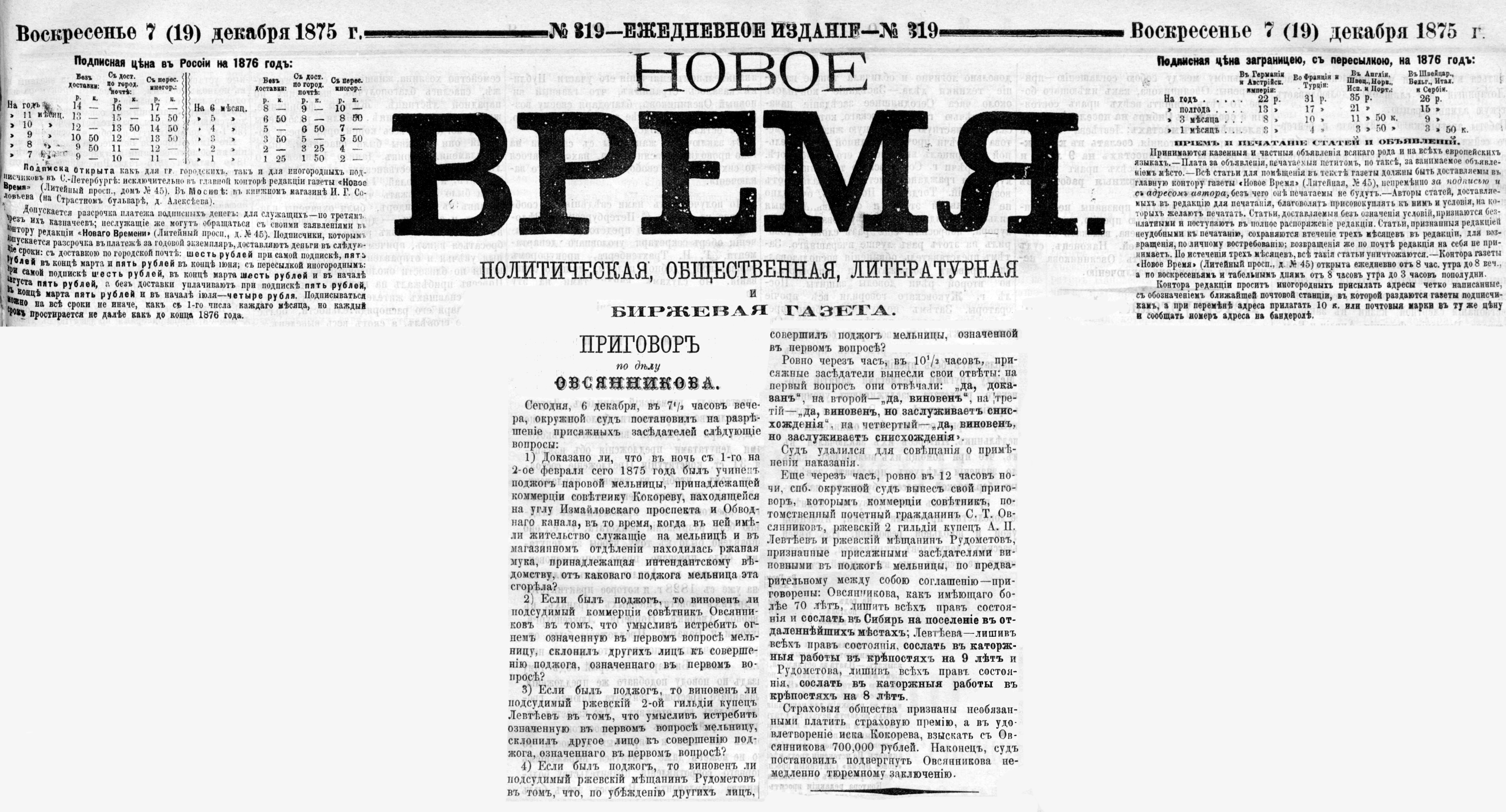
Приговор по делу Овсянникова

С 25 ноября по 6 декабря состоялся суд. Вместо пошедшего на повышение Кони обвинение в нём поддерживали Владимир Иванович Жуковский и Владимир Данилович Спасович. В качестве экспертов в судебных заседаниях принимали участие химики Александр Михайлович Бутлеров, Бронислав Титович Вылежинский, Николай Павлович Ильин, Конон Иванович Лисенко и инженеры Отто Крель и Иван Дмитриевич Флавицкий (старший брат Константина Флавицкого). Бо́льшая часть наблюдателей за процессом, тем не менее, не могла поверить в обвинительный приговор в отношении мультимиллионера. Немецкий сатирический журнал Kladderadatsch даже иронизировал по этому поводу: 
Из Петербурга пишут, что двенадцатикратный миллионер Овсянников арестован. Непостижимо! Или у него вовсе нет двенадцати миллионов, или же мы на днях услышим, что одиннадцатикратный миллионер Овсянников освобождён от преследования.
6 декабря, на основании вердикта присяжных заседателей, председатель объявил следующую резолюцию суда:
На основании ст. 1,606 част. 2-й, 1,607, 5-й и 3-й степ. 19, 13, 118 и 119-й улож. о наказ. ст. 828-й уст. угол. суд., суд постановил: подсудимого коммерции советника потомственного почётного гражданина С. Т. Овсянникова, имеющего более 70-ти лет, на основании 74-й ст. Уложения о наказаниях, лишив всех прав состояния, сослать в Сибирь на поселение в отдаленнейших местах; подсудимого ржевского 2-й гильдии купца А. П. Левтеева, лишив всех прав состояния, сослать в каторжные работы в крепостях на 9 лет, и подсудимого ржевского мещанина Д. А. Рудометова, лишив всех прав состояния, сослать в каторжные работы в крепостях на 8 лет. Приговор этот, по вступлении в законную силу, на основании 1-го п. 945-й ст. уст. угол. суд., по отношению к Овсянникову, представить на высочайшее усмотрение через г. министра юстиции; о вещественных доказательствах составить особое определение; судебные издержки возложить на виновных в равных частях согласно 991-й и 992-й ст. уст. угол суд.; признать страховые общества «Якорь» и «Варшавское» необязанными платить страховые премии за сгоревшую мельницу; в удовлетворение иска Кокорева, взыскать с Овсянникова 700,000 рублей. Приговор в окончательной форме будет изложен 20-го декабря 1875 года.
Овсянников хоть и был сослан в Сибирь, благодаря своему состоянию и покровителям, отбывал ссылку с большим комфортом. В 1877 году над имуществом Овсянникова была учреждена опека. Осуждённый всячески добивался помилования и через несколько лет получил его. Ему было дозволено вернуться в европейскую часть России, однако было запрещено проживание в Санкт-Петербурге и Москве. Овсянников поселился в Царском Селе. Умер в Москве, о чем сделана запись в метрической книге церкви св. Харитония в Огородниках. В 1889 году 16 декабря умер «бывший коммерции советник Степан Тарасович Овсянников», в возрасте 85 лет от рака пищевода. Тело Овсянникова для предания земле было отправлено на его малую родину в село Ковернино, о чём и была сделана соответствующая запись в метрической книге. Похоронили Степана Тарасовича у стен ковернинских храмов: каменного Воздвиженского и Ильинского. В наши дни могила его утрачена.